# Twaové

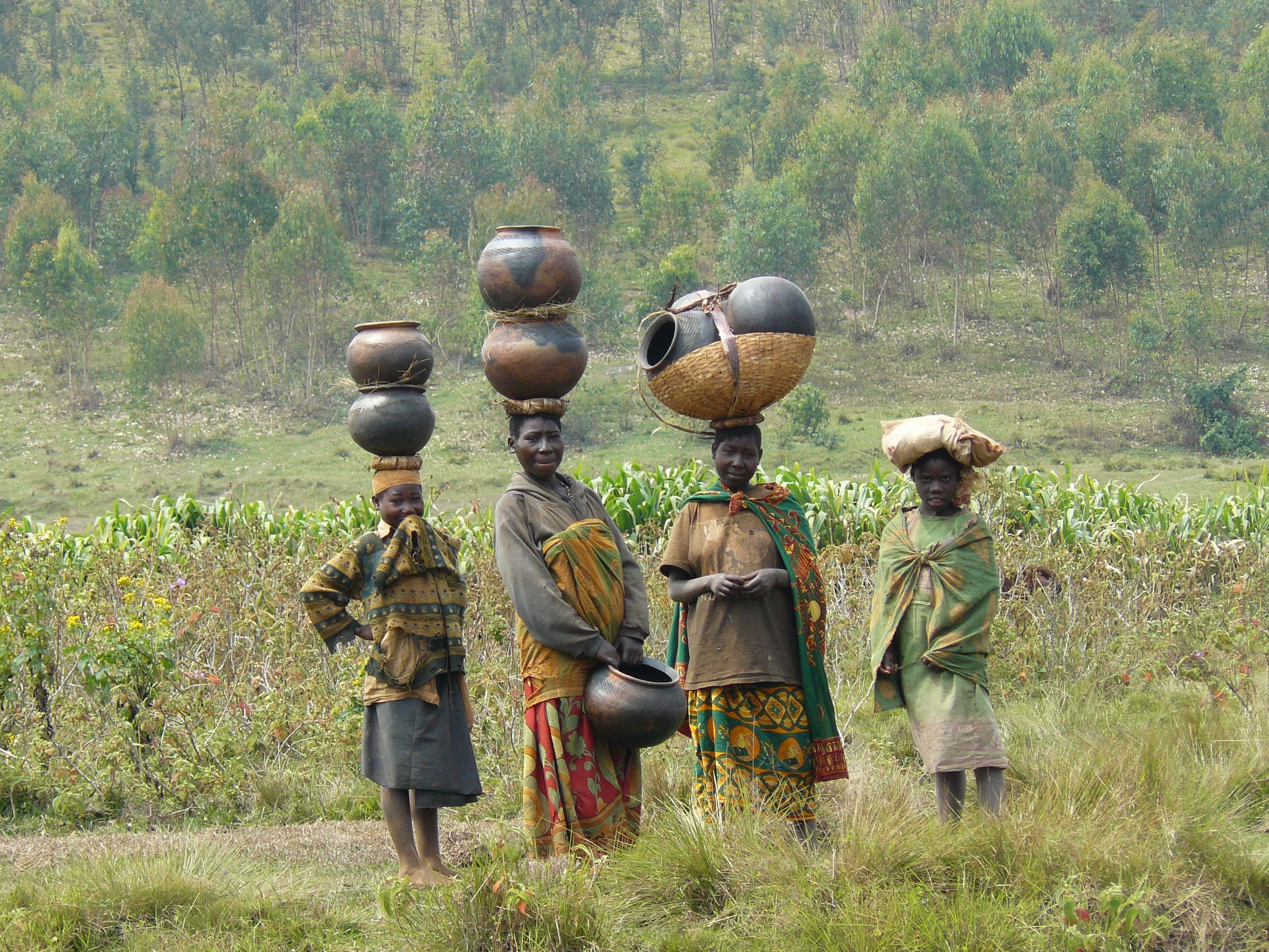
Ženy z lidu Twa s tradiční keramikou, Burundi

Twaové, či Batwaové, jsou pygmejové a jedni z nejstarších zaznamenaných obyvatel v oblasti Velkých jezer v centrální Africe. Současné osídlení Twaů se nachází na území dnešní Rwandy, Burundi, Ugandy a východní části Demokratické republiky Kongo. V roce 2000 čítala jejich populace přibližně 80 000 osob, což z nich na území daných států činí významnou menšinu.
Existuje silná populace jižní „Twaů“, žijících v Angole, Namibii, Zambii a Botswaně v bažinách a pouštích daleko od lesů, ale tyto populace jsou jen málo prostudovány.